# Jacques de Lajoue
Jacques de Lajoue der Jüngere, auch de Lajoüe und de La Joue II. (* 1686 in Paris; † 1761 ebenda) war ein französischer Kunstmaler und Dekorateur, der dem Rokokostil zuzuordnen ist.  
Der von François Boucher (1703–1770) beeinflusste Künstler schuf hauptsächlich Ornamente und Architekturmotive. Er wurde im Jahr 1721 in die Académie royale de peinture et de sculpture aufgenommen und gab 1740 eine Sammlung von Stichen mit dekorativen Rokokomotiven mit dem Titel "Paysages und Perspectives" (Landschaften und Perspektiven) heraus.

## Werksauswahl
- 1737: "La famille de l’artiste", Paris, Musée du Louvre
- 1737: "Paysage composé : la rivière", Paris, Musée du Louvre